# WVW/ORA Anzeigenblätter
Die Westdeutsche Verlags- und Werbegesellschaft (WVW) und die Ostruhr-Anzeigenblattgesellschaft (ORA) sind zwei Tochterunternehmen der WAZ-Mediengruppe. Im Dezember 1976 wurde die WVW als Tochtergesellschaft der WAZ-Mediengruppe in Essen gegründet. An der 1978 gegründeten Schwestergesellschaft ORA halten die WAZ-Mediengruppe und der Verlag Lensing-Wolff jeweils 50 Prozent. 
Rund 500 Mitarbeiter sind bei WVW und ORA in Verkauf, Redaktion, Vertrieb, im kaufmännischen Bereich sowie in den Zentralen in Essen und Dortmund tätig. WVW und ORA sind Mitglied beim BVDA und unterliegen der Auflagenkontrolle der Anzeigenblätter (ADA).

## Verbreitung
Die insgesamt 76 Titel der WVW/ORA erscheinen hauptsächlich im Ruhrgebiet, am Niederrhein und im Sauerland und werden in der Wochenmitte und zum Teil zusätzlich am Wochenende verteilt. Das Verbreitungsgebiet erstreckt sich vom Kreis Kleve im Nordwesten über den Hochsauerlandkreis im Südosten bis zum Märkischen Kreis im südlichen Westfalen.
Die Anzeigenblätter Stadtspiegel, Stadt-Anzeiger, Wochenblatt und Wochenanzeiger der Westdeutschen Verlags- und Werbegesellschaft (WVW) und der Ostruhr-Anzeigenblattgesellschaft (ORA) erreichen zusammen wöchentlich eine ADA-geprüfte Auflage von mehr als 5 Millionen Exemplaren und sind damit Marktführer in Deutschland und Europa. Die WVW ist zudem der größte Anzeigenblattverlag in Nordrhein-Westfalen.

### ORA
- Stadtspiegel Bochum
- Stadtspiegel Wattenscheid
- Witten aktuell

## Lokalkompass
Auf der Internetdomäne Lokalkompass.de haben die WVW-Anzeigenblätter im April 2010 eine eigene Bürger-Community gestartet. Auf der Plattform berichten diese aus dem Kerngebiet von NRW.
Jeder, der sich als Bürgerreporter anmeldet, kann über selbst gewählte Themen schreiben oder Fotos hochladen. Auf der Seite werden die Beiträge in unterschiedliche Rubriken (Neueste, Sport, Kultur, Politik, Ratgeber, Vereinsleben, Leute, Veranstaltungen) eingeteilt. Die Bürgerreporter können ein eigenes Profil erstellen und Gruppen gründen, die verschiedene Freunde zu einer Interessensgesellschaft zusammenfassen.
Lokalkompass.de versteht sich als offene Bürgerplattform, die vom gegenseitigen Austausch lebt.
Bei der Administration des Portals kommt den Lokalredakteuren der Anzeigenblatt-Titel die Aufgabe zu, lokale Communitys als Moderatoren zu betreuen. Meistgelesene Themen und besonders hervorzuhebende Texte werden in der Printausgabe der jeweiligen Region abgedruckt. Vermarktet wird das Portal innerhalb der WVW.
Entstanden ist die Plattform als White-Label Lösung des Bürgerreporter-Portals „myheimat.de“ mit Unterstützung von WAZ NewMedia. WAZ NewMedia ist als Tochter der WAZ-Mediengruppe für deren Online- und Mobil-Aktivitäten verantwortlich. Zum Kerngeschäft gehören der redaktionelle Betrieb und die Weiterentwicklung von DerWesten, dem Internetportal der WAZ-Mediengruppe für NRW.